# Cemre Fere
Cemre Fere (* 8. Februar 1994) ist eine türkische Badmintonspielerin.

## Karriere
Cemre Fere nahm 2009, 2011 und 2012 an den Badminton-Juniorenweltmeisterschaften teil. 2011 startete sie auch bereits bei den Welttitelkämpfen der Erwachsenen. 2010 siegte sie bei den Syria International, 2013 bei den Greece International. Bei den Islamic Solidarity Games gewann sie Bronze mit dem Team. 2014 konnte sie die South Africa International für sich entscheiden.